# Vila Verde (Figueira da Foz)
Vila Verde é uma povoação portuguesa sede da Freguesia de Vila Verde do Município de Figueira da Foz, freguesia com 17,29 km² de área e 2670 habitantes (censo de 2021), tendo, por isso, uma densidade populacional de 154,4 hab./km².

## Demografia
A população registada nos censos foi:
| Distribuição da População por Grupos Etários | Distribuição da População por Grupos Etários | Distribuição da População por Grupos Etários | Distribuição da População por Grupos Etários | Distribuição da População por Grupos Etários |
| -------------------------------------------- | -------------------------------------------- | -------------------------------------------- | -------------------------------------------- | -------------------------------------------- |
| Ano                                          | 0-14 Anos                                    | 15-24 Anos                                   | 25-64 Anos                                   | > 65 Anos                                    |
| 2001                                         | 417                                          | 399                                          | 1678                                         | 699                                          |
| 2011                                         | 373                                          | 292                                          | 1588                                         | 715                                          |
| 2021                                         | 269                                          | 268                                          | 1346                                         | 787                                          |

## Cultura
Uma das colectividades mais destacadas no município é a Sociedade Instrução e Recreio de Lares, que é composta por uma banda filarmónica e uma escola de música. Foi oficialmente fundada em 1926, a partir da expansão da banda filarmónica, cuja primeira actuação foi durante a cerimónia de inauguração da Empresa Vidreira da Fontela, em 1920. Originalmente, a banda da Sociedade contava com apenas treze elementos, sendo dirigida pelo músico militar Manuel Ângelo Esteves Pardal. Em 2017, ficou em segundo lugar nas Marchas de São João da Figueira da Foz, tendo igualmente recebido o prémio de melhor cavaquinho. Além da animação musical, a Sociedade também tem participado noutras importantes manifestações culturais no Município da Figueira da Foz, tendo por exemplo construído um carro alegórico para as celebrações do carnaval em 2022, que se destacou por ter chamado a atenção para os problemas que as filarmónicas enfrentaram durante os dois anos de pandemia.

## Resultados eleitorais

### Eleições autárquicas (Junta de Freguesia)
| Partido      | %    | M    | %    | M    | %    | M    | %    | M    | %    | M    | %    | M    | %    | M    | %    | M    | %    | M    | %    | M    | %    | M    |
| Partido      | 1976 | 1976 | 1979 | 1979 | 1982 | 1982 | 1985 | 1985 | 1989 | 1989 | 1993 | 1993 | 1997 | 1997 | 2001 | 2001 | 2005 | 2005 | 2009 | 2009 | 2013 | 2013 |
| ------------ | ---- | ---- | ---- | ---- | ---- | ---- | ---- | ---- | ---- | ---- | ---- | ---- | ---- | ---- | ---- | ---- | ---- | ---- | ---- | ---- | ---- | ---- |
| PS           | 45,9 | 4    | 57,1 | 8    | 57,0 | 8    | 30,1 | 3    | 40,8 | 4    | 50,5 | 6    | 37,9 | 4    | 31,4 | 3    | 45,4 | 5    | 45,0 | 5    | 51,1 | 5    |
| FEPU/APU/CDU | 37,6 | 4    | 33,6 | 5    | 32,6 | 5    | 46,2 | 5    | 34,6 | 3    | 22,4 | 2    | 24,8 | 2    | 30,9 | 3    | 23,6 | 2    | 14,1 | 1    | 21,6 | 2    |
| PPD/PSD      | 10,7 | 1    |      |      |      |      | 8,0  | -    | 19,9 | 2    | 15,6 | 1    | 33,4 | 3    | 29,8 | 3    | 23,6 | 2    | 7,9  |      |      |      |
| PRD          |      |      |      |      |      |      | 10,8 | 1    |      |      |      |      |      |      |      |      |      |      |      |      |      |      |
| IND          |      |      |      |      |      |      |      |      |      |      |      |      |      |      |      |      |      |      | 29,4 | 3    |      |      |
| PSD-CDS      |      |      |      |      |      |      |      |      |      |      |      |      |      |      |      |      |      |      |      |      | 20,2 | 2    |